# 加藤孝治
加藤 孝治（かとう こうじ、1964年 - ）は、日本の商学者・経営学者。日本大学大学院総合社会情報研究科教授。専門はファミリービジネス研究。学位は博士（総合社会文化）。

## 略歴
この節の出典
1988年3月、京都大学経済学部卒業。大学卒業後、日本興業銀行・みずほコーポレート銀行・みずほ銀行・三井物産に勤務（出向含む）。
2012年3月、日本大学大学院総合社会情報研究科 博士後期課程 修了。「わが国の小売ビジネスにおける持続的競争優位性の研究」で日本大学博士（総合社会文化）。
2015年4月、目白大学経営学部 教授
2019年4月、日本大学大学院総合社会情報研究科 教授

### 委員歴
- 2017年 - 2019年
  - 農林水産省 食品産業戦略会議 審議会委員（座長代理）
- 2019年
  - 農林水産省 飲料配送研究会 審議会委員（座長）
  - 農林水産省 加工流通資金に関する有識者ヒアリング 委員
- 2023年 - 現在
  - 消費者庁 食品表示懇談会 委員（座長代理）
- 2024年 - 現在
  - 農林水産省 フラグシップ輸出産地に関する有識者会議 委員
  - 消費者庁 食品表示へのデジタルツール活用検討分科会 委員（座長）